# Gajus Lutatius Catulus
Gajus Lutatius Catulus (fl. 242-241 f.Kr.) var en romersk statsmand og flådekommandør under den første puniske krig. Han blev født som medlem af den plebejiske gens Lutatia. Hans cognomen "Catulus" betyder "hvalp". Der er ingen historiske optegnelser om hans liv før han blev udnævnt som konsul, men hans karriere fulgte sandsynligvis en standard cursus honorum; begyndende med tjeneste i kavaleriet og fortsatte med stillinger som militærtribun og kvæstor.
Han blev valgt som konsul i 242 f.Kr., en novus homo. Hans medkonsul var Aulus Postumius Albinus. Ud over at være konsul besad Postumius positionen som Flamen Martialis (en præst), og af denne grund forbød pontifex maximus Lucius Caecilius Metellus ham at forlade byen. Lutatius var derfor den eneste, der kunne lede krigen på Sicilien. Senatet udnævnte praetoren Quintus Valerius Falto til hans næstkommanderende. Dette var i sig selv en vigtig begivenhed, eftersom et andet praetor-embede var blev oprettet kun et par år tidligere, hvilket gjorde det muligt for en af praetorerne at forlade Rom. Typisk delte de to romerske konsuler kommandoen over hæren.
Efter at have overtaget kommandoen, rejste Lutatius og Valerius til Sicilien. Lutatius havde kommandoen over både legioner og en ny flåde. Denne flåde blev finansieret af donationer fra velhavende romerske borgere, da den langvarige første puniske krig havde efterladt statskassen næsten tom. I hvilken grad Lutatius var involveret i konstruktionen af flåden er ukendt. Der blev ikke fortaget nogle afgørende handling i krigen i 242 f.Kr. Hans bror, Quintus Lutatius Cerco, blev valgt til konsul i det følgende år (og censor i 236 f.Kr.), men Lutatius og Valerius blev tildelt henholdsvis et embede som prokonsul og propraetor, hvilket gav dem mulighed for at fortsætte med at lede den militære indsats mod Karthago.
I 241 f.Kr. sendte Karthago en stor flåde under kommando af en admiral kaldet Hanno til Sicilien. Denne flåde havde dels til formål at genvinde herredømme over havet, dels genforsyne Hamilkar og deres belejrede garnisoner på Sicilien. Et sår forhindrede Lutatius i personligt at kommandere flåden i det efterfølgende slag ved Egadiøerne, og kommandoen gik derfor videre til Valerius. Slaget endte med afgørende romersk sejr. Karthago, ude af stand til at finansiere en ny flåde, blev tvunget til at forhandle en fredsaftale med Lutatius. Lutatius' oprindelige traktat blev afvist af Senatet. En kommission bestående af 10 senatorer forhandlede efterfølgende en endnu strengere traktat, som stadig bar Lutatius' navn. Både Lutatius og Valerius blev tildelt en triumf af Senatet. For at fejre sin sejr byggede Lutatius et tempel til Juturna på Campus Martius (i det område som i øjeblikket kendes som Largo di Torre Argentina).
Gaius Lutatius Catulus er også hovedpersonen i den finske forfatter Jukka M. Heikkiläs bog Merikonsuli ("Marinekonsulen").